# Poecilodryas albonotata
A Poecilodryas albonotata  a madarak osztályának verébalakúak (Passeriformes) rendjébe és a cinegelégykapó-félék (Petroicidae) családjába tartozó faj.

## Rendszerezése
A fajt Tommaso Salvadori olasz ornitológus írta le 1875-ben, a Megalestes nembe Megalestes albonotatus néven. Besorolása vitatott, egyes szervezetek szerint  a Plesiodryas nem  egyetlen faja Plesiodryas albonotata néven.

## Alfajai
- Poecilodryas albonotata albonotata (Salvadori, 1875)
- Poecilodryas albonotata correcta Hartert, 1930
- Poecilodryas albonotata griseiventris Rothschild & Hartert, 1913[1]

## Előfordulása
Új-Guinea szigetén, Indonézia és Pápua Új-Guinea területén honos. Természetes élőhelyei a szubtrópusi és trópusi hegyi esőerdők. Állandó, nem vonuló faj.

## Megjelenése
Testhossza 18–19 centiméter, testtömege 38–43 gramm.

## Életmódja
Rovarokkal táplálkozik.

## Természetvédelmi helyzete
Az elterjedési területe nagy, egyedszáma pedig stabil. A Természetvédelmi Világszövetség Vörös listáján nem fenyegetett fajként szerepel.

## Külső hivatkozások
- Képek az interneten a fajról
- Xeno-canto.org - a faj hangja